# Gaudenz Meili

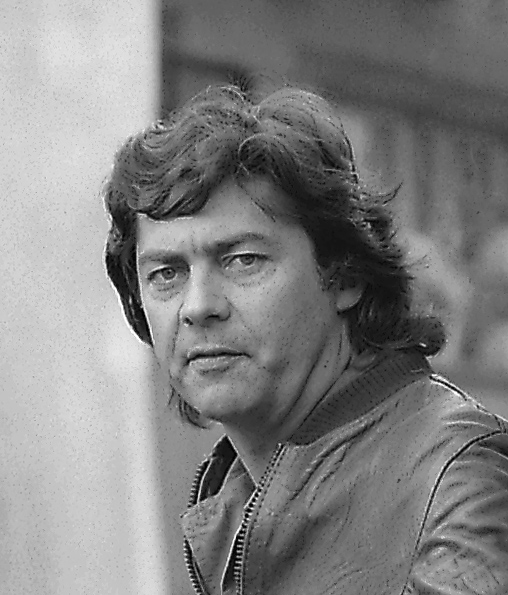
Gaudenz Meili (1978)

Gaudenz Meili (* 22. Juli 1937 in Chur) ist ein Schweizer Filmregisseur, Produzent und Drehbuchautor.

## Leben
Geboren 1937 in Chur (Kanton Graubünden), wuchs Gaudenz Meili in Trogen (Kanton Appenzell Ausserrhoden) auf und besuchte dort die Kantonsschule. Nach dem Abschluss mit dem Handelsdiplom zog er nach Zürich, wo er ein Kunststudium an der Universität Zürich begann, das er mit Schauspielunterricht und einem Volontariat als Regieassistent von Oskar Wälterlin am Schauspielhaus Zürich ergänzte.
Nach dem Tod seines Mentors wechselte er 1961 vom Theater in die Filmbranche und realisierte für das Schweizer Fernsehen (SF DRS) Kulturberichte und umfangreiche Dokumentarfilme über Schweizer Persönlichkeiten wie Henry Dunant, Karl Stauffer-Bern, Gottlieb Duttweiler, Alois Carigiet und Alex Sadkowsky.
Als junges Talent beim ZDF aufgefallen, bekam Meili 1972 die Gelegenheit, für «Das kleine Fernsehspiel» den Film Der kopflose Falke nach Truman Capotes Novelle The Headless Hawk mit Aufnahmen in New York und im Studio Hamburg zu inszenieren, nachdem er für denselben Sender vorher schon Wir Geometer…, den Dokumentarfilm über Kunstwerke von Geisteskranken, gestaltet hatte.
Mit dem Gewinn des SF-DRS-Wettbewerbs «Verfilmung epischer Schweizer Literatur» konnte Gaudenz Meili 1976 den Spielfilm Der Stumme nach dem Roman von Otto F. Walter realisieren. Der Film mit internationaler Besetzung durch Hanna Schygulla und Wolf Kaiser traf in Europa auf grössere Beachtung als in der Schweiz. Für Gaudenz Meili resultierte eine Einladung als Gastregisseur zum Fernsehen der damaligen DDR (Deutscher Fernsehfunk), wo er 1977 den Fernsehfilm Die arge Legende vom gerissenen Galgenstrick nach der gleichnamigen Novelle von Franz Werfel in Szene setzte.
In der Folge distanzierte sich Meili immer mehr von der auf Gesellschaftskritik fokussierten Schweizer Filmszene der 1970er und 1980er Jahre und wandte sich ab Mitte der 1980er Jahre stärker dem Genre Kunstfilm zu, in dem er über Künstler wie Giovanni Segantini, Markus Raetz, Johann Heinrich Füssli und den Schweizer Kurator Harald Szeemann international gezeigte Kunstfilme drehte und produzierte. Wichtig war ihm immer eine Synthese von Bild und Musik. Ähnlich wie sein Vorbild Stanley Kubrick versuchte er mit dem Einsatz adäquater und sorgfältig ausgesuchter Musik dem Bild eine dramatische Wirkung zu geben.
1988 schrieb der Journalist und spätere Chefredaktor des SZ-Magazins Christian Kämmerling: «Gaudenz Meili, der interessanteste Aussenseiter unter den Schweizer Filmregisseuren.»
Der Gewinn des in der Schweiz damals kaum wahrgenommenen Grand Prix 1989 für Der Neapelfries (Markus Raetz) beim weltweit wichtigsten Kunstfilmfestival, dem Festival international du film sur l’Art (FIFA) im kanadischen Montréal, bildete den Höhepunkt in der Kunstfilmografie von Meili.
Gaudenz Meili war verheiratet mit Regina Meili-Egli (1937–2012), ist Vater von drei Söhnen und lebt heute in Zürich und in der Toskana (Sinalunga), wo er sich der Produktion von Olivenöl und Wein widmet.

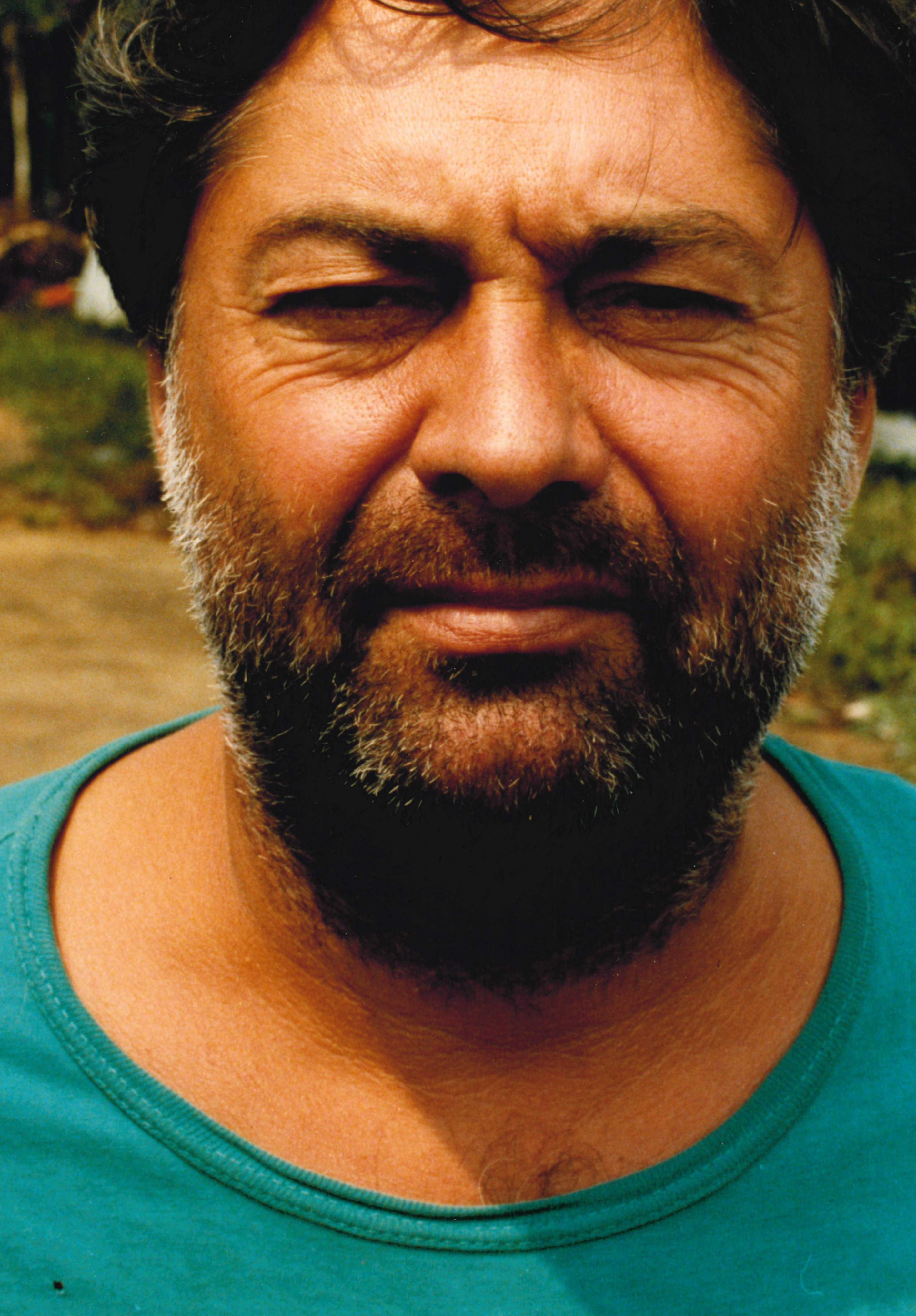
Gaudenz Meili – Dreharbeiten zu Os Garimpeiros (1986)

## Filmografie (Auswahl)
Bis 1970 diverse Dokumentarfilme und Kulturberichte für das Schweizer Fernsehen.
- 1962 – Gottlieb Duttweiler, Dokumentarfilm Schweizer Fernsehen DRS
- 1963 – 1. Alpenflug von Oskar Bider, Dokumentarfilm Schweizer Fernsehen DRS
- 1964 – Von allen geehrt… Der Leidensweg des Menschenfreundes Henri Dunant – mehr als eine Biografie, Dokumentarfilm Schweizer Fernsehen DRS[4][5]
- 1965 – Matterhorn-Story, Dokumentarfilm zum 100. Jahrestag der Matterhorn-Erstbesteigung[6][7][8]
- 1966 – Der Wiener Kongress, Dokumentarfilm für die Schule in Doppelregie mit Bernhard von Arx
- 1968 – Der Fall Karl Stauffer-Bern, Dokumentarfilm über Werk und Schicksal von Karl Stauffer-Bern
- 1969 – Wir Geometer…, Dokumentarfilm über Kunstwerke von Geisteskranken, Produktion ZDF[9]
- 1971 – Der kopflose Falke, Fernsehfilm nach Truman Capote mit Soundtrack von Deep Purple, Kleines Fernsehspiel ZDF
- 1972 – Alois Carigiet, Filmporträt über den Maler Alois Carigiet, Schweizer Fernsehen DRS
- 1976 – Der Stumme, Spielfilm nach Otto F. Walter mit Hanna Schygulla, Wolf Kaiser und Günter Lamprecht[10]
- 1977 – Die arge Legende vom gerissenen Galgenstrick, Spielfilm nach Franz Werfel, als Gastregisseur des Fernsehens der Deutschen Demokratischen Republik
- 1978 – Kneuss, Spielfilm nach Beat Brechbühl mit Renate Schroeter und Ingold Wildenauer mit Soundtrack von Tangerine Dream
- 1986 – Os Garimpeiros, Dokumentarfilm über Goldgräber im Amazonas mit Musik von Heitor Villa-Lobos «Bachianas»[11]
- 1988 – Der Neapelfries, Film über den Künstler Markus Raetz mit Musik von Martin Derungs
- 1990 – Giovanni Segantini – Leben und Werk, Film über den grossen Alpenmaler Giovanni Segantini mit Musik von Mendelssohn, Bruckner und Mahler[12]
- 1992 – Verzaubert auf Zeit, Filmporträt über den Kurator Harald Szeemann, Produktion SRG mit Musik von J. S. Bach, Goldberg-Variationen[13]
- 1996 – Genie und Wahn, Film über den Maler und Literaten Johann Heinrich Füssli mit Musik von G. F. Händel[14]

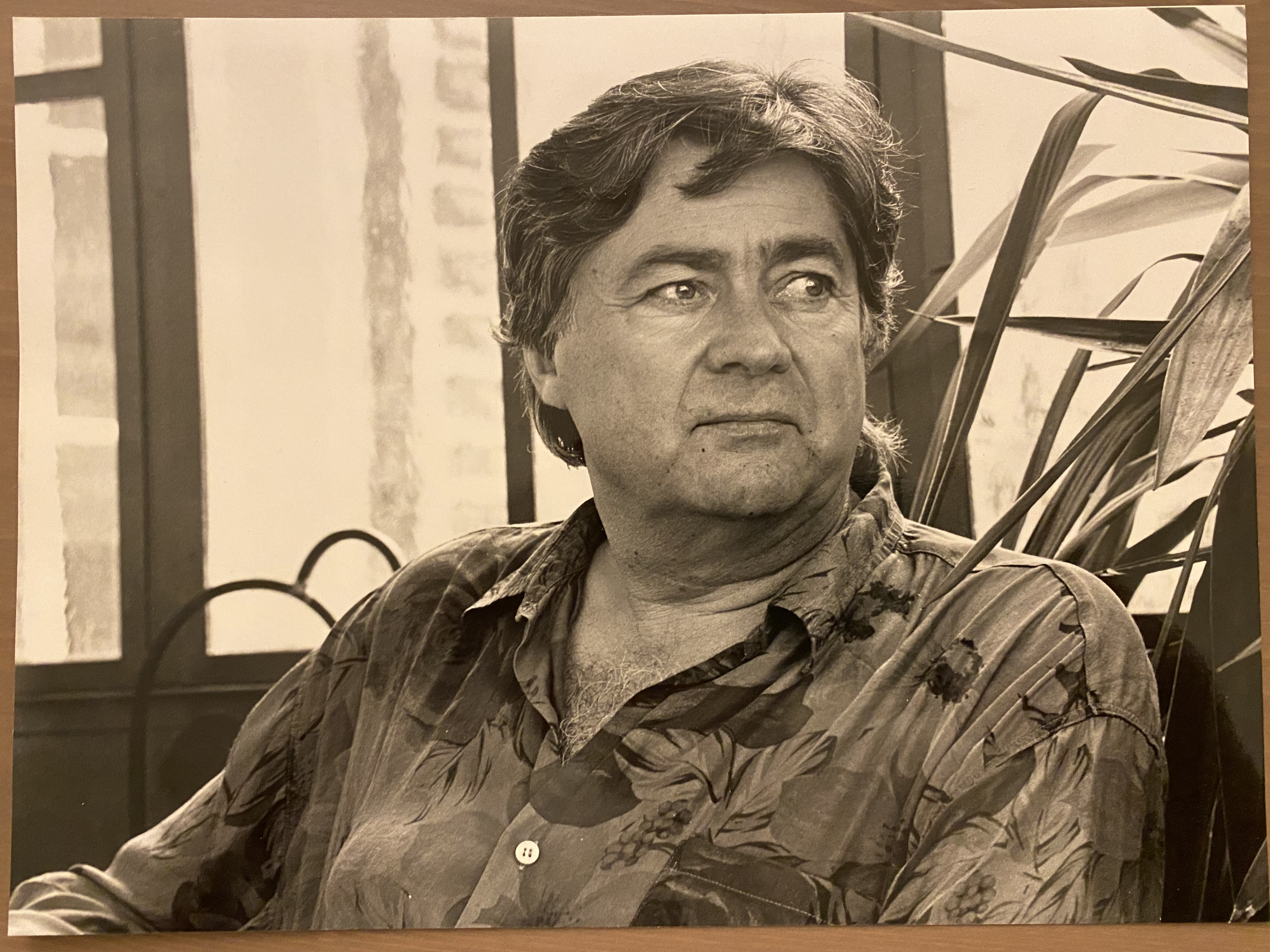
Gaudenz Meili (2000)

## Auszeichnungen
- 1965 – Auszeichnung Silberner Pharao für Matterhorn-Story, Alexandria
- 1969 – Bronze-Löwe beim Cannes Lions International Festival of Creativity für den TV-Spot «Rowenta», Cannes
- 1972 – 1. Preis Internationales Industrie Film Festival für Auftragsfilm Mannesmann Rohre, Barcelona
- 1976 – Qualitätsprämie Eidgenössisches Departement des Innern für Der Stumme, Bern[15]
- 1981 – Diplom Travel & Sportfilm-Festival für den Werbefilm St. Moritz, London
- 1982 – Diplom Festival Internazionale del Film Turistico für den Werbefilm St. Moritz, Venedig
- 1983 – 1. Preis Wirtschaftsfilmtage Sparte Video für Auftragsfilme, JVC-Video-Equipment, Graz
- 1987 – Einladung zum Wettbewerbsprogramm des 30. Internationalen Leipziger Dokumentarfilmfestivals für Os Garimpeiros, Leipzig
- 1989 – Grand Prix 7e Festival international du film sur l’Art 1989 für Der Neapelfries, Montréal[16][17]
- 1989 – Goldenes Einhorn für Der Neapelfries als besten Experimentalfilm an der Alpinale, Bludenz
- 1991 – Wettbewerbsbeitrag Giovanni Segantini am 9e Festival international du film sur l’Art, Montréal
- 1992 – Diplom & Mention Spéciale für Der Neapelfries am Festival international du film sur l’art Fifart, Lausanne
- 1995 – Werksemester in England der Zuger Kulturstiftung Landis & Gyr, London[18]
- 1996 – Jury-Mitglied im Verband Swiss Film and Video Producers (SFVP) für den EDI-Wettbewerb «die besten Auftragsfilme»

## DVDs
- Der Stumme. Artfilm.ch, 2018 (1976, 110 Min. VOD)
- Der Neapelfries: Eine argonautische Kamerafahrt durch das Werk von Markus Raetz, 2015 (1988, 25 Min.)
- Giovanni Segantini: Leben und Werk (1990, 45 Min.) in de/en/fr/it/sp
- Giovanni Segantini: Life and Work, Roland Collection of Films on Art (1990, 45 Min. VOD)
- Genie und Wahn: Johann Heinrich Füssli 1741–1825 (1996, 30 Min.)
- Passion and Obsession: Henry Fuseli 1741–1825 (1996, 30 Min.)